# Tollywood (Telugu)
Telugu filmindustrie, ook wel bekend als Tollywood,  is de Telugutalige filmindustrie uit de Indiase deelstaten Andhra Pradesh en Telangana. De naam stamt af van de Amerikaanse filmindustrie Hollywood en van India's grootste filmindustrie Bollywood. De 'T' van Tollywood staat voor Telugu.

## Industrie en budget

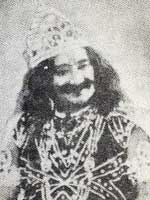
scène uit de Telugu film Bhakta Prahlada (1932)

Sinds 1909 was filmmaker Raghupathi Venkaiah betrokken bij het produceren van korte films en reisde naar verschillende regio's in Azië om zijn filmwerk te promoten. In 1921 produceerde hij de stomme film, Bhishma Pratigna. In 1932 kwam de eerste lange gesproken Telugu film uit Bhakta Prahlada. De Telugu filmindustrie zag haar eerste grote succes met Lavakusa (1934).
Pathala Bhairavi (1951), Malliswari (1951), Devadasu (1953), Mayabazar (1957), Nartanasala (1963), Maro Charitra (1978), Maa Bhoomi (1979), Sankarabharanam (1980), Sagara Sangamam (1983) en Siva (1989), zijn opgenomen in de 100 beste Indiase films aller tijden door CNN-IBN.
Baahubali: The Beginning (2015) werd genomineerd voor de Saturn Awards als 'Beste Fantasie Film', het vervolg hiervan Baahubali 2: The Conclusion (2017) won, als enige Indiase film, de Saturn Award voor 'Beste Internationale Film'.
De Telugu filmindustrie is hoofdzakelijk gevestigd in Haiderabad. Zij  produceren ongeveer 200 à 250 films per jaar. Per film worden de kosten geschat op ongeveer vijftig miljoen Indiase roepie. Voor populaire films liggen de kosten tussen één en drie miljard. Voor de heel grote films wordt er drie tot zes miljard uitgetrokken.

## Succesvolste films wereldwijd
| Positie | Film                        | Jaar | Regisseur          | Studio(s)                                               | Totale opbrengst    |
| ------- | --------------------------- | ---- | ------------------ | ------------------------------------------------------- | ------------------- |
| 1       | Baahubali 2: The Conclusion | 2017 | S. S. Rajamouli    | Arka Media Works                                        | Rs. 1810 crore      |
| 2       | Baahubali: The Beginning    | 2015 | S. S. Rajamouli    | Arka Media Works                                        | Rs. 650 crore       |
| 3       | Saaho                       | 2019 | Sujeeth            | UV Creations                                            | Rs. 433 crore       |
| 4       | Ala Vaikunthapurramuloo     | 2020 | Trivikram Srinivas | Haarika & Hassine Creations                             | Rs. 262 crore       |
| 5       | Sarileru Neekevaru          | 2020 | Anil Ravipudi      | AK Entertainments                                       | Rs. 260 crore       |
| 6       | Sye Raa Narasimha           | 2019 | Surender Reddy     | Konidela Production Company                             | Rs. 240.6 crore     |
| 7       | Rangasthalam                | 2018 | Sukumar            | Mythri Movie Makers                                     | Rs. 216 crore       |
| 8       | Bharat Ane Nenu             | 2018 | Koratala Siva      | DVV Entertainments                                      | Rs. 187.6-225 crore |
| 9       | Attarintiki Daredi          | 2013 | Trivikram Srinivas | Sri Venkateswara Creations, Reliance Entertainment      | Rs. 187 crore       |
| 10      | Maharshi                    | 2019 | Vamsi Paidipally   | Sri Venkateswara Creations Vyjayanthi Movies PVP Cinema | Rs. 168.2-200 crore |

## Enkele bekende cast en crew
| - Akkineni Nageswara Rao - Allu Arjun - Chiranjeevi - Venkatesh - Mahesh Babu - N.T. Rama Rao - N.T. Rama Rao Jr. - Nagarjuna - Pawan Kalyan - Prabhas |  | - Anushka Shetty - Genelia D'Souza - Ileana D'Cruz - Kajal Aggarwal - Nayanthara - Samantha Ruth Prabhu - Savitri - Shriya Saran - Shruti Haasan - Soundarya - Tamannaah |  | - Adurthi Subba Rao - Dasari Narayana Rao - K. Viswanath - K. V. Reddy - L. V. Prasad - S. S. Rajamouli - Vedantam Raghavaiah |  | - Allu Aravind - D. Rama Naidu - Dasari Narayana Rao - Dil Raju - Edida Nageswara Rao - Suresh Babu |  | - A. M. Raja - Geeta Madhuri - Ghantasala - Jikki - K. S. Chitra - Karthik - Karunya - P. Susheela - S. Janaki - S. P. Balasubrahmanyam - S. P. Sailaja - Sunitha - Vani Jayaram |  | - Abburi Ravi - B. V. S. Ravi - K. Raghavendra Rao - K. V. Vijayendra Prasad - Kona Venkat - Paruchuri Brothers - Srinivas Avasarala - Srinu Vaitla - Trivikram Srinivas - Vakkantham Vamsi |